# آیکون پروداکشنز
آیکون پروداکشنز (انگلیسی: Icon Productions) یک شرکت فیلم‌سازی و توزیع فیلم آمریکایی-استرالیایی است.
این شرکت در سال ۱۹۸۹ توسط مل گیبسون و بروس دیوی تأسیس شده است.

## فیلم‌شناسی
- هملت (۱۹۹۰)
- همیشه جوان (۱۹۹۲)
- هوابرد (۱۹۹۳)
- مرد بدون چهره (۱۹۹۳)
- Immortal Beloved (۱۹۹۴)
- ماوریک (۱۹۹۴)
- شجاع‌دل (۱۹۹۵)
- یک هشت هفت (۱۹۹۷)
- آنا کارنینا (۱۹۹۷)
- Fairy Tale: A True Story (۱۹۹۷)
- سفر فلیسیا (۱۹۹۹)
- شوهر ایده‌آل (۱۹۹۹)
- مجرم نجیب عادی (۱۹۹۹)
- تقاص (۱۹۹۹)
- Beyond Blunderdome (۱۹۹۹)
- این کودک را دعا کنید (۲۰۰۰)
- Kevin & Perry Go Large (۲۰۰۰)
- The Magic Pudding (۲۰۰۰)
- هتل میلیون دلاری (۲۰۰۰)
- The Miracle Maker (۲۰۰۰) (با نام Icon Entertainment International ) (with the participation of)
- Thomas and the Magic Railroad (۱۴ ژوئیه ۲۰۰۰) (انتشار در بریتانیا)
- آنچه زنان می‌خواهند (۲۰۰۰)
- ما سرباز بودیم (۲۰۰۲)
- کارآگاه آوازخوان (۲۰۰۳)
- پاپاراتزی (۲۰۰۴)
- مصائب مسیح (۲۰۰۴)
- آپوکالیپتو (۲۰۰۶)
- گوسفندان سیاه (۲۰۰۶)
- Butterfly on a Wheel (۲۰۰۷)
- عشق و سیگار (۲۰۰۷) (با نام Icon Entertainment International ) (in association with)
- سرافیم فالز (۲۰۰۷)
- The Black Balloon (۲۰۰۸) (با نام Icon Entertainment International )
- شکارچیان اژدها (۲۰۰۸) (as Icon Entertainment International ) (فقط نمایش خانگی بریتانیا)
- گرسنگی (۲۰۰۸)
- Infestation (۲۰۰۹)
- مری و مکس (۲۰۰۹)
- Nowhere Boy (۲۰۰۹)
- فشار (۲۰۰۹)
- مثلث (۲۰۰۹) (با نام Icon Entertainment International )
- مدفون (۲۰۱۰)
- لبه تاریکی (۲۰۱۰)
- The Way (۲۰۱۰)
- کوریولانوس (۲۰۱۱)
- بیگانه را بگیر (۲۰۱۲)
- تو بعدی هستی (۲۰۱۳) (فقط پخش بین‌المللی)
- Postman Pat: The Movie (۲۰۱۴)
- تیمارستان استون‌هیرست (۲۰۱۴)
- آقای هولمز (۲۰۱۵)
- شیطان نئونی (۲۰۱۶)
- مردان خوب (۲۰۱۶) (پخش فقط در بریتانیا و ایرلند)
- Road Games (۲۰۱۶) (پخش فقط در بریتانیا و ایرلند)
- شهر روشنایی‌های کوچک (۲۰۱۶) (پخش فقط در بریتانیا و ایرلند)
- ستیغ هک‌سا (۲۰۱۶)
- Finding Fatimah (۲۰۱۷)
- The Dreamstone (TBA)